# Boulazac Basket Dordogne
Maillots
Actualités
| \| Boulazac \| Le club est basé à Boulazac. |
| Boulazac                                    |

Le Boulazac Basket Dordogne (BBD) est un club français de basket-ball évoluant en deuxième division du championnat de France et basé dans la ville de Boulazac Isle Manoire.

## Historique

### Les débuts et la Pro B
À l'origine, le club vient de Périgueux, sous la dénomination de l'US périgourdine. En 1992, la construction à Boulazac d'une salle de 2 000 places incite les dirigeants de l'USP à migrer vers la banlieue de Périgueux. Le club est sacré champion de France de NM2 (4e division) en 2003 et champion de France de NM1 en 2005.
Lors de la saison 2011-2012, après sept années passées en Pro B, Boulazac obtient pour la première fois son billet pour la Pro A en terminant 2e derrière le Limoges CSP.

### Première expérience en Pro A

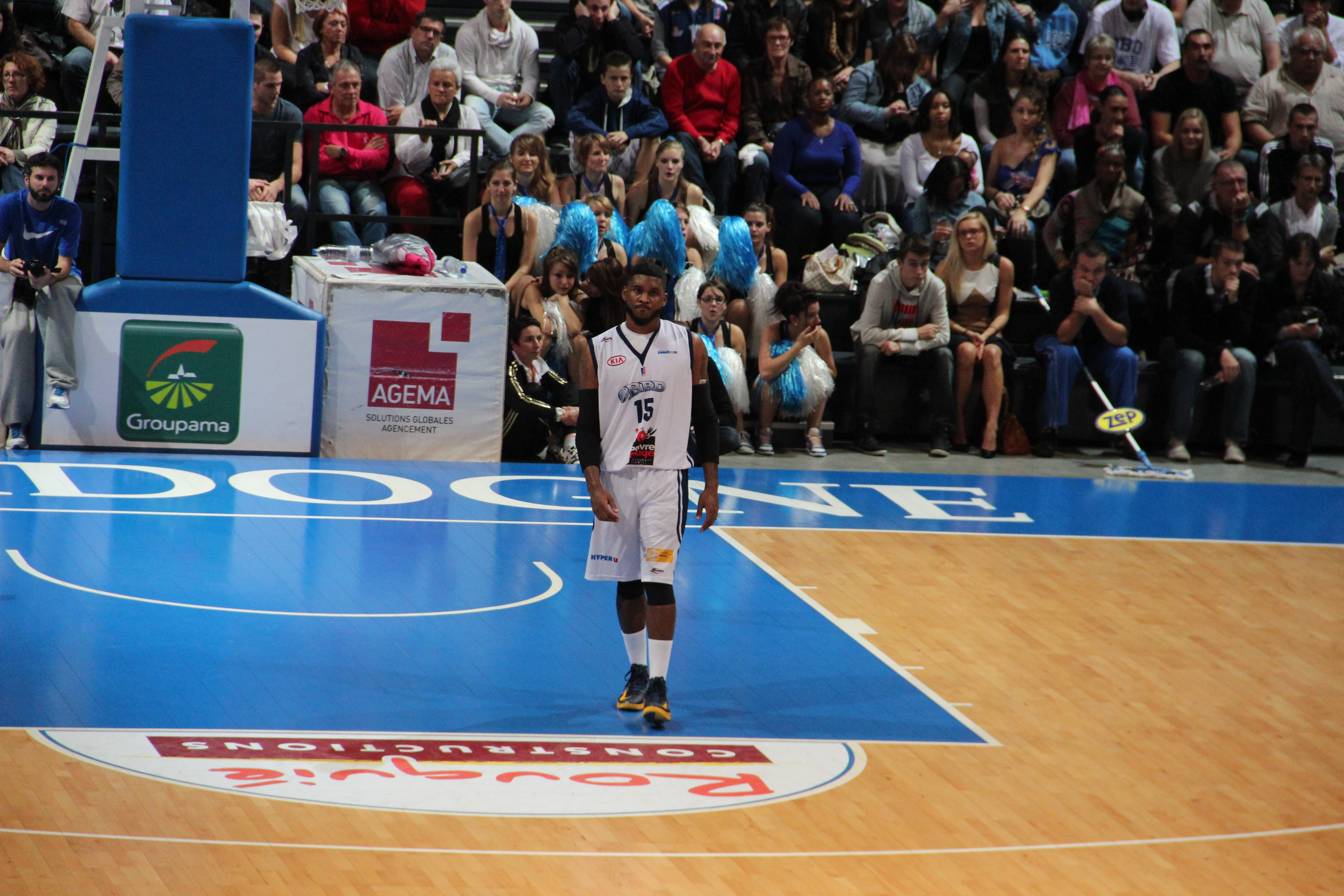
Darryl Monroe, l'un des hommes forts des saisons 2012 et 2013 du BBD.

Saison 2012-2013, l'apprentissage de la Pro A est difficile et Boulazac affiche un bilan de 4 victoires et 11 défaites à la fin de la phase aller en pointant à la dernière place. À noter la victoire, au Palio, face aux champions de France en titre Chalon-sur-Saône (77-69). En coupe de France, les joueurs de Boulazac écrasent Brissac-Quincé (NM2) 109 à 67 mais se font éliminer dès les 16e de finale par Blois (NM1) 87 à 92. La phase retour voit le BBD se réveiller et obtenir de belles victoires notamment contre l'ASVEL (68-59) et contre Limoges (85-73). Le BBD possède en Darryl Monroe le 2e meilleur rebondeur du championnat. Les Boulazacois montrent un beau visage de combativité et remontent d'une place en devançant Poitiers. Ils peuvent croire au maintien en Pro A. À une journée de la fin de la phase retour, Boulazac compte 6 victoires et 8 défaites. Pour se maintenir en Pro A, une victoire suffirait à condition que Nancy soit battu de son côté. Mais le 30 avril 2013, lors de la dernière journée du championnat, les joueurs du BBD sont relégués en Pro B malgré leur victoire au Havre (80-75) et du fait de la victoire de Nancy face au Mans. Malgré tout le BBD peut encore espérer se sauver grâce à l'obtention d'éventuelles wild cards, augmentant le nombre total d'équipes participantes à la saison 2013-2014 de Pro A. Mais le 12 juin 2013, la ligue nationale de basketball décide de ne pas attribuer de wild cards et Boulazac redescend donc en Pro B, un an après son ascension en première division.

### Retour à la Pro B
N'obtenant pas de wild card, le BBD se prépare donc à retrouver les parquets de Pro B en programmant une série de dix matchs amicaux dont un derby contre le CSP avec un effectif en grande partie renouvelé après les départs des joueurs majeurs de la saison précédente mais avec l'arrivée de joueurs d'expérience de Pro B (Aurélien Salmon, Mérédis Houmounou, Jason Siggers…) ainsi que le retour de Seidou N'Joya. La saison 2013-2014 de Pro B démarre difficilement pour les Boulazacois qui pointent à la 16e place au bout de dix journées avec un bilan de trois victoires et sept défaites. Le 3 mars 2014, le président du club Jacques Auzou, décide de limoger Sylvain Lautié après la lourde défaite à domicile contre Lille. Il est remplacé par son adjoint Nicolas Meistelman qui assure l'intérim jusqu'à la fin de la saison. Le BBD termine finalement la saison à la 12e place avec 19 victoires et 25 défaites.
Au terme de la saison 2016-2017, après avoir fini la saison régulière à la 4e place, l'effectif périgourdin se hisse jusqu'en finale de play-off où il dispose de l'Hermine de Nantes.
Après trois saisons en Pro B, le 18 juin 2017, Boulazac accède à la Pro A.

### De nouveau dans l'élite

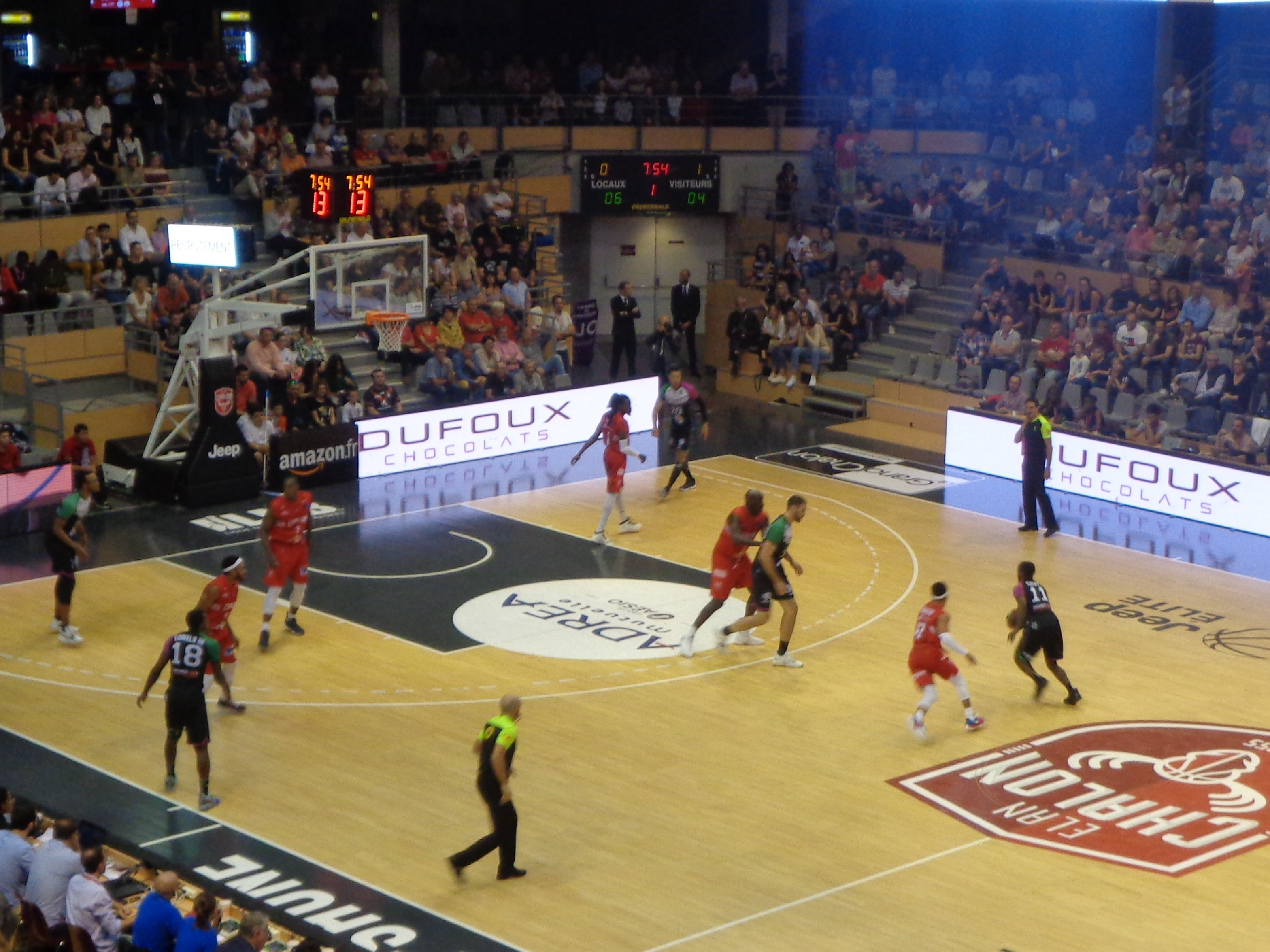
Match de Boulazac en Pro A contre l'Élan sportif chalonnais à Chalon-sur-Saône en 2018.

Le Boulazac Basket Dordogne débute donc la saison 2017-2018 en première division. Pour la deuxième fois de son histoire, le club évolue au plus haut niveau national.
Rapidement, cette saison est délicate pour le club qui ne connaît son premier succès que le 10 octobre  face à Gravelines Dunkerque. Rythmée par de nombreux changements d'effectif et l'arrivée de joueurs majeurs (Trenton Meacham), le club périgourdin arrive néanmoins à se qualifier en finale de la Coupe de France où il s'incline face à Strasbourg.
Au terme de l'ultime journée, malgré un bilan honorable de douze victoires, le club est relégué sportivement en Pro B.
Le 25 juin 2018, au terme de l'assemblée générale de la LNB, l'ADA Blois voit sa montée refusée car le club ne respecte pas une composante du règlement. Ainsi, Boulazac se voit repêché et conserve sa place en première division.
Au terme de la saison 2018-2019, Boulazac termine la saison 10e de première division et signe la meilleure place de son histoire en se maintenant sportivement au sein de l'élite du basket-ball français.
À l'issue du championnat 2020-2021, Boulazac, accablé par les blessures, termine dernier de la compétition et est rétrogradé sportivement en deuxième division. La saison suivante, le club parvient difficilement à assurer son maintien à ce niveau. Cinquième de la phase régulière de la saison 2022-2023, boulazac dispute les playoffs d'accession, mais s'incline en deux manches lors de la demi-finale face à l'Élan sportif chalonnais.
Lors de la saison 2023-2024, Boulazac rejoint la finale des playoffs d'accession en battant Champagne Basket en quart de finale et Vichy en demi-finale. Boulazac s'incline 67-72 après prolongation face au Stade rochelais basket qui accède ainsi à l'élite du basket français pour la première fois de son histoire. 
Le 13 mai 2025, grâce à sa victoire devant C' Chartres Métropole Basket (91-82), Boulazac remporte le titre de champion de France Pro B et retrouve enfin la Betclic Élite, nom sponsor du championnat de France depuis la saison 2021-2022, en remportant le championnat 2024-2025, premier trophée de l'ère professionnelle du club après vingt ans en LNB et six finales perdues, dont la dernière en date en Leaders Cup de basket-ball Pro B 2025. Ce titre était attendu depuis vingt ans et l’arrivée des Boulazacois dans le monde professionnel lors de la saison 2005-2006. Le capitaine Clément Cavallo et Louis Cassier ne porteront plus le maillot boulazacois la saison prochaine pour rejoindre le club de Caen Basket Calvados.

## Palmarès
- Finaliste de la coupe de France : 2018
- Champion de France de Pro B : 2025
- Vainqueur des playoffs d'accession Pro A : 2017
- Finaliste de Pro B : 2012 et 2024
- Finaliste de la Leaders Cup Pro B : 2016, 2023 et 2025
- Champion de France de Nationale 1 : 2005
- Champion de France de Nationale 2 : 2003

## Supporters
- « Les Requins » est le club historique des supporters du Boulazac Basket Dordogne. Il a été formé alors que le club évoluait en Nationale 1. Il est actuellement fort de plus de 350 membres.
- « Les Gouyats » est un des clubs de supporters du Boulazac Basket Dordogne. Créée en 2012 lors de la montée en ProA de l'équipe, l'association est adhérente de l'Union nationale des clubs de supporters de basket (UNCSB).
- « Les Ultras Blue Lions » est le dernier né des clubs de supporters du BBD depuis la fin de la saison 2017-2018.

## Personnalités historiques du club

### Entraîneurs
- 2004-2008 :  John Douaglin
- 2008-2009 :  Philippe Ruivet
- 2009-2014 :  Sylvain Lautié

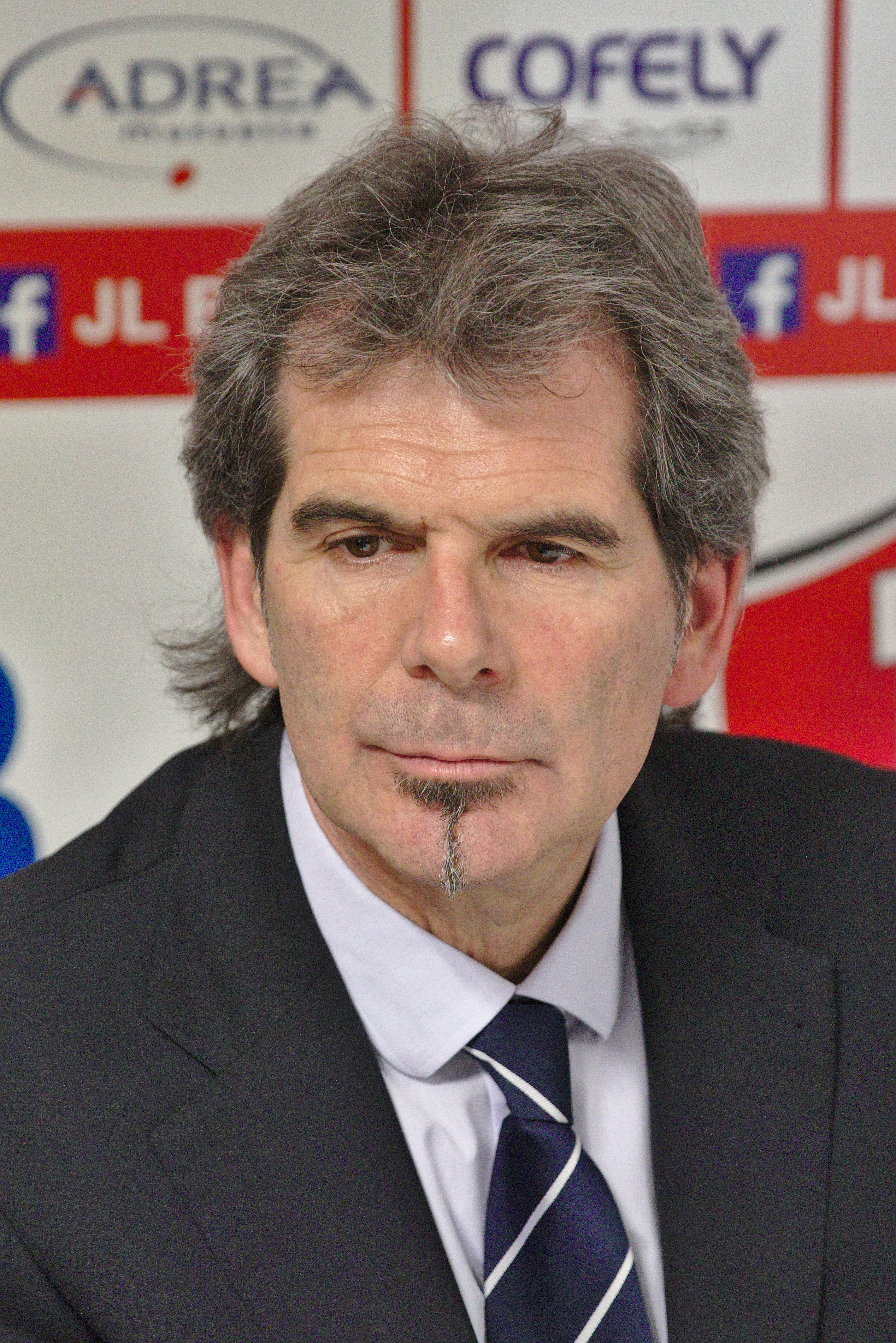
Claude Bergeaud, ancien sélectionneur national

- 2014 :  Nicolas Meistelman (intérim)
- 2014-2016 :  Antoine Michon
- 2017-2018 :  Claude Bergeaud
- 2018-2021 :  Thomas Andrieux
- 2021-2022 :  Nikola Antić
- depuis 2022 :  Alexandre Ménard

### Anciens joueurs

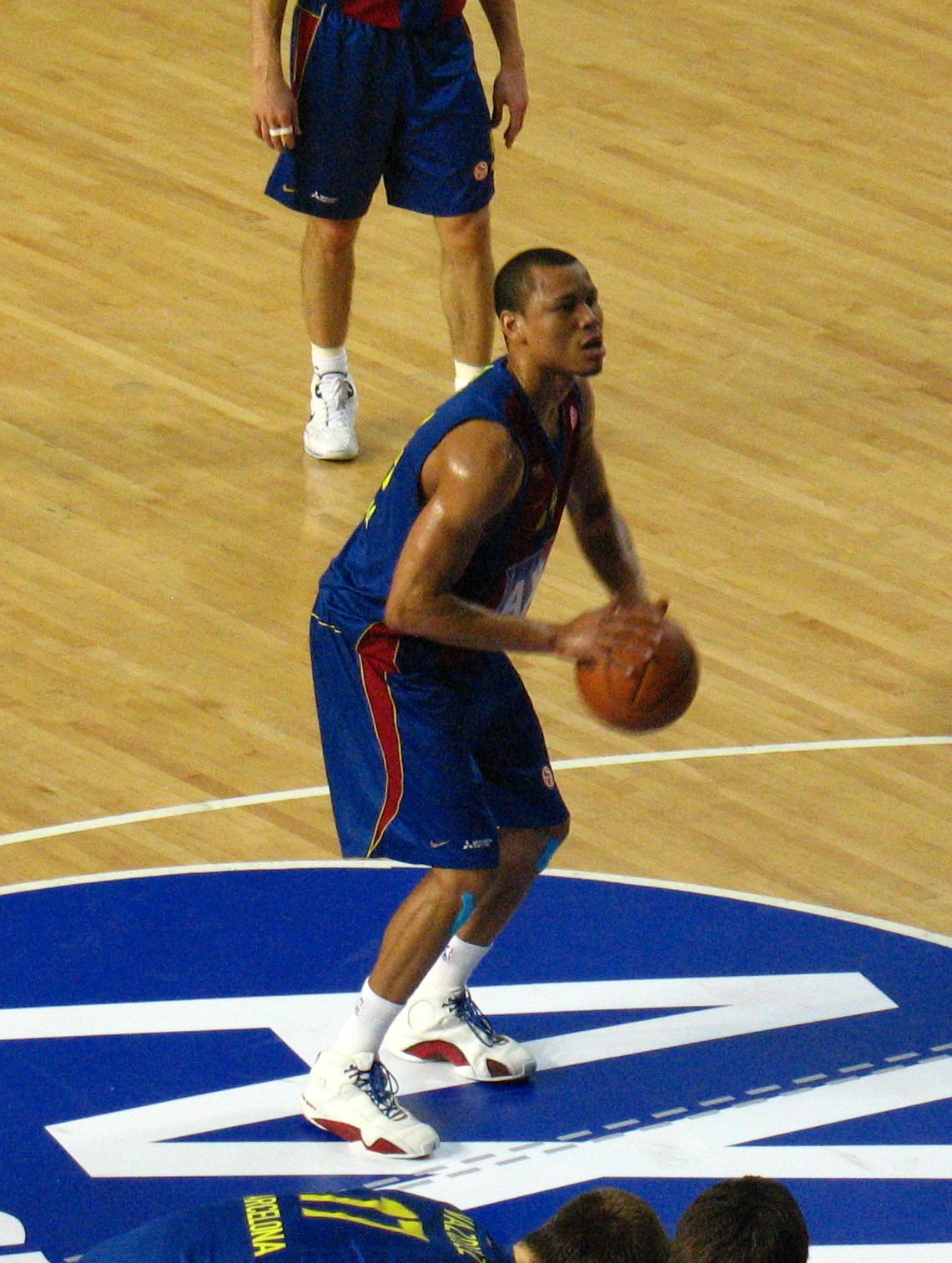
Alex Acker

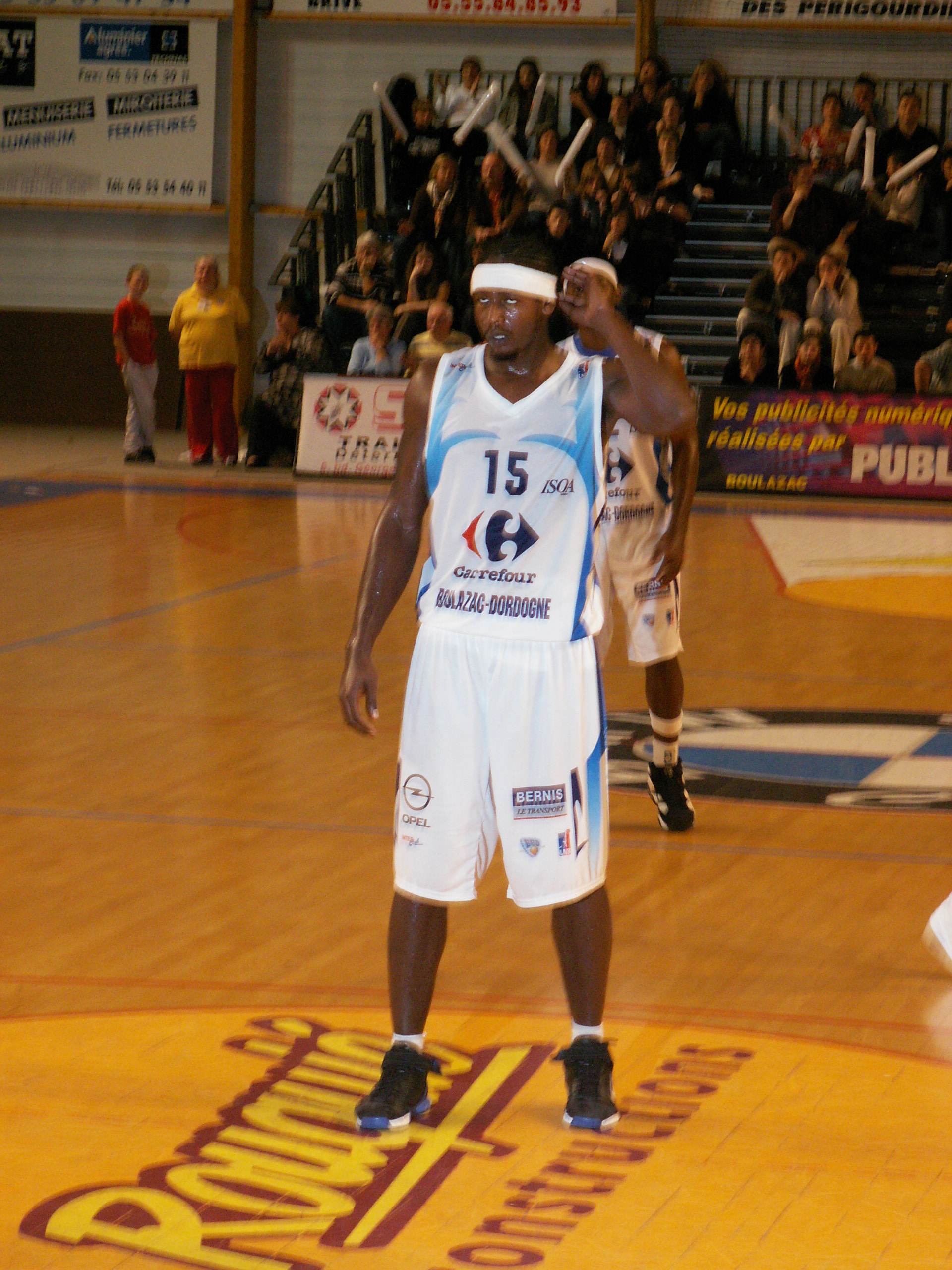
Kelvin Howell

Alex Acker (2012-2013)

 Ivan Almonte (2006- 2007) (international dominicain)

 Ryan Ayers (2011-2012)

 Aaron Cel (2009-2010)

 Simon Darnauzan (1999-2001)

 Thomas Dubiez (2010-2016)

 Darnell Harris (2012-2013)

 Kelvin Howell (2002-2003 ; 2004-2005 ; 2007-2009)

 Arnaud Kerckhof (2010-2018)

 Amadi McKenzie (2010-2013)

 Darryl Monroe (2011- 2013)

 David Ramseyer (2012-2014) (international suisse)

 Quinton Ross (2012-2013)

## Records historique

### Records d'équipe
| Type de statistique        | Saison régulière | Saison régulière                                             | Saison régulière            |
| Type de statistique        | Record           | Adversaire                                                   | Date                        |
| -------------------------- | ---------------- | ------------------------------------------------------------ | --------------------------- |
| Points                     | 117              | @ Amicale laïque de la Madeleine Évreux Basket Cholet Basket | 9 novembre 2021 18 mai 2019 |
| Paniers à 3 points réussis | 19               | @ Poitiers Basket 86                                         | 29 janvier 2019             |
| Paniers à 3 points tentés  | 42               | @ Poitiers Basket 86                                         | 29 janvier 2019             |
| Lancers francs réussis     | 42               | Étoile Angers Basket                                         | 26 novembre 2022            |
| Lancers francs tentés      | 47               | Étoile Angers Basket                                         | 26 novembre 2022            |
| Rebonds offensifs          | 26               | Amicale laïque de la Madeleine Évreux Basket                 | 12 mars 2016                |
| Rebonds défensifs          | 39               | @ Nantes Basket Hermine                                      | 26 mai 2016                 |
| Rebonds totaux             | 50               | @ Basket Club Maritime Gravelines Dunkerque Grand Littoral   | 6 février 2018              |
| Passes décisives           | 37               | Cholet Basket                                                | 18 mai 2019                 |
| Interceptions              | 18               | Étoile de Charleville-Mézières                               | 25 avril 2017               |
| Contres                    | 8                | Poitiers Basket 86                                           | 17 septembre 2016           |
| Balles perdues             | 31               | Limoges Cercle Saint-Pierre                                  | 21 novembre 2009            |
| Meilleure évaluation       | 153              | Cholet Basket                                                | 18 mai 2019                 |

Dernière mise à jour : 17 juillet 2023

### Records individuels
| Type de statistique        | Saison régulière | Saison régulière                      | Saison régulière                                                        |
| Type de statistique        | Record           | Joueur(s)                             | Adversaire et date                                                      |
| -------------------------- | ---------------- | ------------------------------------- | ----------------------------------------------------------------------- |
| Points                     | 37               | Karvel Anderson                       | Le Portel 4 novembre 2017                                               |
| Paniers à 3 points réussis | 10               | Karvel Anderson                       | Le Portel 4 novembre 2017                                               |
| Paniers à 3 points tentés  | 15               | Nic Moore Kyle Gibson                 | Lille 15 octobre 2022 Le Portel 22 novembre 2019                        |
| Lancers francs réussis     | 15               | Patrick Miller                        | Nanterre 92 29 février 2020                                             |
| Lancers francs tentés      | 18               | Mouphtaou Yarou                       | Le Mans Sarthe Basket 7 avril 2021                                      |
| Rebonds offensifs          | 9                | Kelvin Howell                         | FC Mulhouse Basket 8 avril 2006                                         |
| Rebonds défensifs          | 16               | Kelvin Howell                         | Nantes Basket Hermine 3 février 2006                                    |
| Rebonds totaux             | 19               | Frank Hassell Ivan Almonte Alpha Kaba | JAVCM 27 février 2016 Rouen 2 décembre 2006 Nanterre 92 2 novembre 2019 |
| Passes décisives           | 13               | Tweety Carter                         | SQBB 15 mars 2016 Evreux 12 mars 2016                                   |
| Interceptions              | 7                | Mérédis Houmounou Alonzo Richmond     | SQBB 9 décembre 2014 Mulhouse 2 mai 2007                                |
| Contres                    | 6                | Shawn James                           | JL Bourg 8 mai 2018                                                     |
| Balles perdues             | 9                | Frank Hassell Cédric Bertorelle       | JL Bourg 9 avril 2016 Nanterre 92 4 octobre 2003                        |
| Meilleure évaluation       | 43               | Frank Hassell Kelvin Howell           | Orchies 6 février 2016 Autun 27 novembre 2004                           |

Dernière mise à jour : 17 juillet 2023

## Bilan par saison
| Saison    | Championnat de France | Championnat de France | Championnat de France      | Championnat de France | Équipe |
| Saison    | Nb                    | PV                    | Classement Phase régulière | Play-offs             | Équipe |
| --------- | --------------------- | --------------------- | -------------------------- | --------------------- | --- |
| 2001-2002 |                       |                       | NM2                        |                       | Cédric Bertorelle, Pierre Bonneau, David Caulet, Rémy Conderanne, Cédric Gayerie, Kelvin Howell, Mathieu Ménélec, Guillaume Noubissi, Gérôme Ortega, Pierre Sagot, Stéphane Wagner, Gilbert Wilburn |
| 2002-2003 |                       |                       | 1er - NM2                  |                       | Patrick Basse, Cédric Bertorelle, Pierre Bonneau, David Cilly, Rémy Conderanne, Adil Guerouani, Kelvin Howell, Jérôme Lavis, Bertrand Magne, Thomas Massoubre, Frédéric Méline, Pierre Sagot, Stéphane Wagner |
| 2003-2004 |                       |                       | 7e - NM1                   |                       | Cédric Bertorelle, Pierre Bonneau, David Cilly, Rémy Conderanne, Fred Cosson, Jérôme Lavis, Guillaume Leburgue, Igor Ratkovic, Pierre Sagot, Stéphane Seke, Milan Vasic, Stéphane Wagner |
| 2004-2005 |                       |                       | 1er - NM1                  |                       | Patrick Basse, Cédric Bertorelle, David Cilly, Rémy Conderanne, Fred Cosson, Kelvin Howell, Jérôme Jean-Philippe, Jérôme Lavis, Franck Monpounga, Rodrigue Tetainanuarii, Milan Vasic, Dejan Vucicevic, Stéphane Wagner, Mohamed Woni, Joueurs non conservés : Encadrement : John Douaglin (entraîneur). |
| 2005-2006 |                       |                       | 14e - Pro B                |                       | Yuanta Holland, Rémy Conderanne, Cédric Bertorelle, Jérôme Lavis, Stéphane Wagner, Milan Vasic, Cedric Beesley, Franck Monpounga, Rodrigue Tetainanuarii, Kelvin Howell, Julien Sauret Joueurs non conservés : Encadrement : John Douaglin (entraîneur). |
| 2006-2007 | 34                    | 50 %                  | 11e - Pro B                |                       | Jacques Wampfler, Mickaël Vérove, Ivan Almonte, Rochel Chery, Alonzo Richmond, Julien Sauret, Cedric Beesley, Rick Cornett, Rodrigue Tetainanuarii, Conor Grace, Jean-Philippe Tailleman, Joueurs non conservés : Encadrement : John Douaglin (entraîneur). |
| 2007-2008 | 34                    | 41,2 %                | 15e - Pro B                |                       | Jacques Wampfler, Olivier Romain, Florent Eleleara, Thomas Massoubre, John Beugnot, Martin Ringström, Mamadou Sy, Alonzo Richmond, Zhivago Nicolls, Jermayne Forbes, Kelvin Howell Joueurs non conservés : Roy Hairston, Martin Ringström Encadrement : John Douaglin (entraîneur). |
| 2008-2009 | 34                    | 38,2 %                | 14e - Pro B                |                       | William Knight, Bob Menama, Sambou Traoré, Mory Correa, Jonathan Aka, Florent Eleleara, Ibrahim Saounera, Thomas Andrieux, Lavar Simmons, Ronnie Taylor, Kelvin Howell Joueurs non conservés : Thomas Compaoré, Philippe Da Silva, Alonzo Richmond, Ismaïla Sy Encadrement : Philippe Ruivet (entraîneur). |
| 2009-2010 | 34                    | 38,2 %                | 11e - Pro B                |                       | Terrance Johnson, Ivan Almonte, Antwon Hoard, Jonathan Aka, Yannick Gaillou, Errick Craven, Aaron Cel, Roland N'kembe, Ibrahim Saounera, Gauthier Darrigand, Joueurs non conservés : Jahsha Bluntt, Josiah James, Rashad Jones-Jennings, Terry Williams Encadrement : Sylvain Lautié (entraîneur). |
| 2010-2011 | 34                    | 47,1 %                | 12e - Pro B                |                       | Issife Soumahoro, Ben Jacobsen, Amadi McKenzie, Thomas Dubiez, Yannick Gaillou, Arnaud Kerckhof, Frédéric Adjiwanou, Malick Badiane, Nicolas Jolivet, Oumar Samassa, Cédric Mélicie, Joueurs non conservés : Corey McIntosh, William Gradit Encadrement : Sylvain Lautié (entraîneur). |
| 2011-2012 | 34                    | 73,5 %                | 2e - Pro B                 | Finale                | Issife Soumahoro, Seidou N'Joya, Amadi McKenzie, Thomas Dubiez, Yannick Gaillou, Ryan Ayers, Arnaud Kerckhof, Frédéric Adjiwanou, Mehdi Cheriet, Nicolas Jolivet, Laurian Tarris, Darryl Monroe, Negueba Samake Joueurs non conservés : Kris Morlende (du 06/04 au 16/06) Encadrement : Sylvain Lautié (entraîneur), Nicolas Meistelman (assistant), Thomas Andrieux (assistant) |
| 2012-2013 | 30                    | 36.7%                 | 15e - Pro A                |                       | Laurian Tarris, Tyler Smith (à partir du 31/01), Amadi McKenzie, Thomas Dubiez, Yannick Gaillou, Anthony Roberson (à partir du 10/01), Arnaud Kerckhof, Darnell Harris, Mehdi Cheriet, Roman Virastiuk, David Ramseyer, Darryl Monroe, Nicolas Jolivet, Soufiane Mensah, Quentin Berteau Joueurs non conservés : Alex Acker (du 21/02 au 30/04), Osiris Eldridge (du 01/07 au 08/01), Justin Hawkins (du 01/07 au 30/01), Marvin Jefferson (du 21/03 au 30/04), Quinton Ross (du 29/11 au 04/02) Encadrement : Sylvain Lautié (entraîneur), Nicolas Meistelman (assistant), Thomas Andrieux (assistant) |
| 2013-2014 | 44                    | 44%                   | 12e - Pro B                |                       | Laurian Tarris, Thomas Dubiez, Arnaud Kerckhof, David Ramseyer, Aurélien Salmon, Mérédis Houmounou, Jason Siggers, Seidou N'Joya, Quentin Berteau, Chris Oliver, Tyler Smith Joueurs non conservés : Miloud Doubal (du 26/09 au 05/11), David Monds (du 01/07 au 22/01), Justin Rutty (du 01/07 au 13/11) Encadrement : Sylvain Lautié (entraîneur), Nicolas Meistelman (assistant), Thomas Andrieux (assistant) |
| 2014-2015 | 44                    | 62%                   | 3e - Pro B                 | Demi-Finale           | Dinma Odiakosa, Jonathan Boucaud, Bastien Hoarau, Stephan Gautier, Thomas Dubiez, Armand Charles, Frédéric Adjiwanou, Arnaud Kerckhof, Mérédis Houmounou, David Jackson, Aurélien Salmon, Quentin Berteau, Ovie Soko Joueurs non conservés : Xavier Gaillou (du 01/07 au 26/05) Encadrement : Antoine Michon (entraîneur), Nicolas Meistelman (assistant), Thomas Andrieux (assistant) |
| 2015-2016 | 34                    | 59%                   | 4e - Pro B                 | Demi-finale           | Hugo Dumortier, Kevin Corre, Alexis Tanghe, Thomas Dubiez, Arnaud Kerckhof, David Jackson, Aurélien Salmon, Tweety Carter, Frank Hassell, Stephan Gauthier, Jonathan Boucaud, Jérôme Sanchez, Bastien Hoarau Joueurs non conservés : André Young (du 01/07 au 28/07), Nicholas Pope (du 01/07 au 06/09), Carl Hall (du 01/07 au 30/09), Matt Carlino (du 01/07 au 28/12), Deonta Vaughn (du 07/01 au 12/03) Encadrement : Antoine Michon (entraîneur), Romain Leroy (assistant), Thomas Andrieux (assistant)                                                                                            |

Nb : Nombre de matches de saison régulière
PV : Pourcentage de victoires en saison régulière

## Histoire du logo

Ancien logo
Logo jusqu'à la saison 2018-2019
Logo actuel